# Liste der Naturdenkmale in Raversbeuren
Die Liste der Naturdenkmale in Raversbeuren nennt die im Gemeindegebiet von Raversbeuren ausgewiesenen Naturdenkmale (Stand 13. Mai 2024).

## Naturdenkmale
| Nr.         | Bezeichnung                     | Lage                          | Beschreibung                                                      | Bild            |
| ----------- | ------------------------------- | ----------------------------- | ----------------------------------------------------------------- | --------------- |
| ND-7140-103 | Zwei Lindenbäume am Ziehbrunnen | Dorfstraße, neben Nr. 37 Lage | Tilia cordata, zwei Bäume                                         | Fotos hochladen |
| ND-7140-105 | Baumgruppe an der Kirche        | Backesweg, bei Nr. 5 Lage     | Aesculus hippocastanum, zwei Bäume, und Tilia cordata, vier Bäume | Fotos hochladen |